# ÄZQ-Leitlinienprogramm

Das ÄZQ-Leitlinienprogramm war ein von 1995 bis Ende 2024 existierendes Programm der Bundesärztekammer und der Kassenärztlichen Bundesvereinigung zur Förderung der Entwicklung und Verbreitung evidenzbasierter, multiprofessioneller Medizinischer Leitlinien in Deutschland.
Das Programm wurde von der zum 31. Dezember 2024 aufgelösten gemeinsamen Einrichtung Ärztliche Zentrum für Qualität in der Medizin (ÄZQ) durchgeführt.

## Ziele
Ziele des Programms waren
- Entwicklung und Fortschreibung von Qualitätsanforderungen an medizinische Leitlinien
- Förderung und Unterstützung der Entwicklung, Aktualisierung und Implementierung wissenschaftlich begründeter und praktikabler evidenzbasierter Leitlinien. Im Mittelpunkt standen die Qualitätssicherung, Veröffentlichung und administrative Unterstützung von Leitlinienprojekten im Rahmen des Programms für Nationale Versorgungsleitlinien
- Entwicklung von leitlinienbasierten Patienteninformationen.

## Hintergrund
Bundesärztekammer und Kassenärztliche Bundesvereinigung gründeten 1995 die gemeinsame Einrichtung ÄZQ unter anderem mit dem Ziel, wissenschaftlich begründete und praktisch anwendbare Leitlinien für die ärztliche Tätigkeit in der ambulanten und stationären Versorgung zu entwickeln.

## Aktivitäten
Im Rahmen des Programms wurden unter anderem folgende Projekte realisiert:
- 1997: Beurteilungskriterien für Leitlinien in der medizinischen Versorgung (Leitlinie für Leitlinie von BÄK und KBV)[4]
- 1997: Checkliste „Methodische Qualität von Leitlinien“[5][6]
- 1998: Leitlinien-In-Fo - Leitlinien-Info-Portal des ÄZQ[7]
- 1999: Leitlinienclearing des ÄZQ[8]
- 1999: Patienten-Information.de, Gesundheitsportal für evidenzbasierte Informationen für Patientinnen und Patienten
- 2000: DISCERN-Instrument – Qualitätsbewertung von Patienteninformationen (mit Abteilung Epidemiologie, Sozialmedizin und Gesundheitssystemforschung der Medizinischen Hochschule Hannover)[9][10]
- 2000: Leitlinien-Manual von AWMF und ÄZQ[11]
- 2002 bis 2024: Programm für Nationale Versorgungsleitlinien[12][13] (mit AWMF)
- 2004: Deutsches Leitlinien-Bewertungsinstrument DELBI (mit AWMF)
- 2006: Patientenleitlinien des NVL-Programms
- 2006: Handbuch zur Entwicklung regionaler Leitlinien der Leitliniengruppe Hessen[14]
- 2013: Hausärztliche Leitlinie Multimedikation der Leitliniengruppe Hessen[15]
- 2013: Manual Systematische Literaturrecherche von Leitlinien, aktualisiert 2020 (gemeinsam mit Cochrane und AWMF)[16][17]
- 2015: NVL Unipolare Depression, 2. Auflage[18]
- 2017: NVL Nicht-Spezischer Kreuzschmerz, 2. Auflage[19]
- 2021: NVL COPD, 2. Auflage[20]
- 2023: NVL Typ-2-Diabetes, 3. Auflage[21]
- 2023: NVL Chronische Herzinsuffizienz, 4. Auflage[22]
- 2023: NVL Hypertonie, 1. Auflage[23]
- 2024: NVL Asthma, 5. Auflage[24]
- 2024: NVL Chronische KHK[25]

## Ergebnisse
Die Maßnahmen unterstützten die Etablierung wissenschaftlich begründeter Leitlinien und Patienteninformation in Deutschland.